# 英仙座V376
英仙座V376，又名BD+43 818，HD 23728、SAO 39128、HR 1170，是英仙座的一颗恒星，视星等为6.02，位于銀經153.52，銀緯-8.1，其B1900.0坐标为赤經3h 42m 14s，赤緯+43° -8.1′ 16″。